# Binodoxys kelloggensis
Binodoxys kelloggensis är en stekelart som beskrevs av Pike, Stary och William Henry Brewer 2007. Binodoxys kelloggensis ingår i släktet Binodoxys och familjen bracksteklar. Inga underarter finns listade.